# Umberto Bindi (album)
Umberto Bindi è il secondo album (LP) di Umberto Bindi, datato 1961.

## Tracce
1. Il nostro concerto
2. Chiedimi l'impossibile
3. Appuntamento a Madrid
4. Se ci sei
5. Amare te
6. Non mi dire chi sei
7. Riviera
8. Noi due
9. Ninna nanna di Natale
10. Girotondo per i grandi
11. Un paradiso da vendere
12. Vento di mare